# 地质年代
地質年代（英語：geological age）又稱地質時期（英語：geological time）、地質時間、地史时期，是用來描述地球歷史事件的時間單位，通常在地質學、考古學中使用。依地球歷史發生的重要地質事件作分界，將其劃為若干階段而製作的標度，稱作地質年代表（geologic time scale）或地質年表。

## 术语
| 编·历地质年代学和地层学单位 |                     |                                     |
| 年代地层學 岩段（地层） | 地质年代學 時間間隔 | 说明                                |
| 宇 | 宙                  | 共有4个，大於5亿年                  |
| 界 | 代                  | 共有14个，數亿年                    |
| 系 | 纪                  | 共有22個，數千萬至數億年            |
| 统 | 世                  | 共有34個，數千万年                  |
| 阶 | 期                  | 共有99個，数百万年                  |
| 带 | 时                  | 小于期，国际地层委员会（ICS）不使用 |
| 规范用法：恐龙生活在侏罗纪（时间），恐龙化石在侏罗系地层中找到。上、下修饰年代地层单位。早、晚修饰地质年代单位。（例:下白垩统对应早白垩世） |                     |                                     |

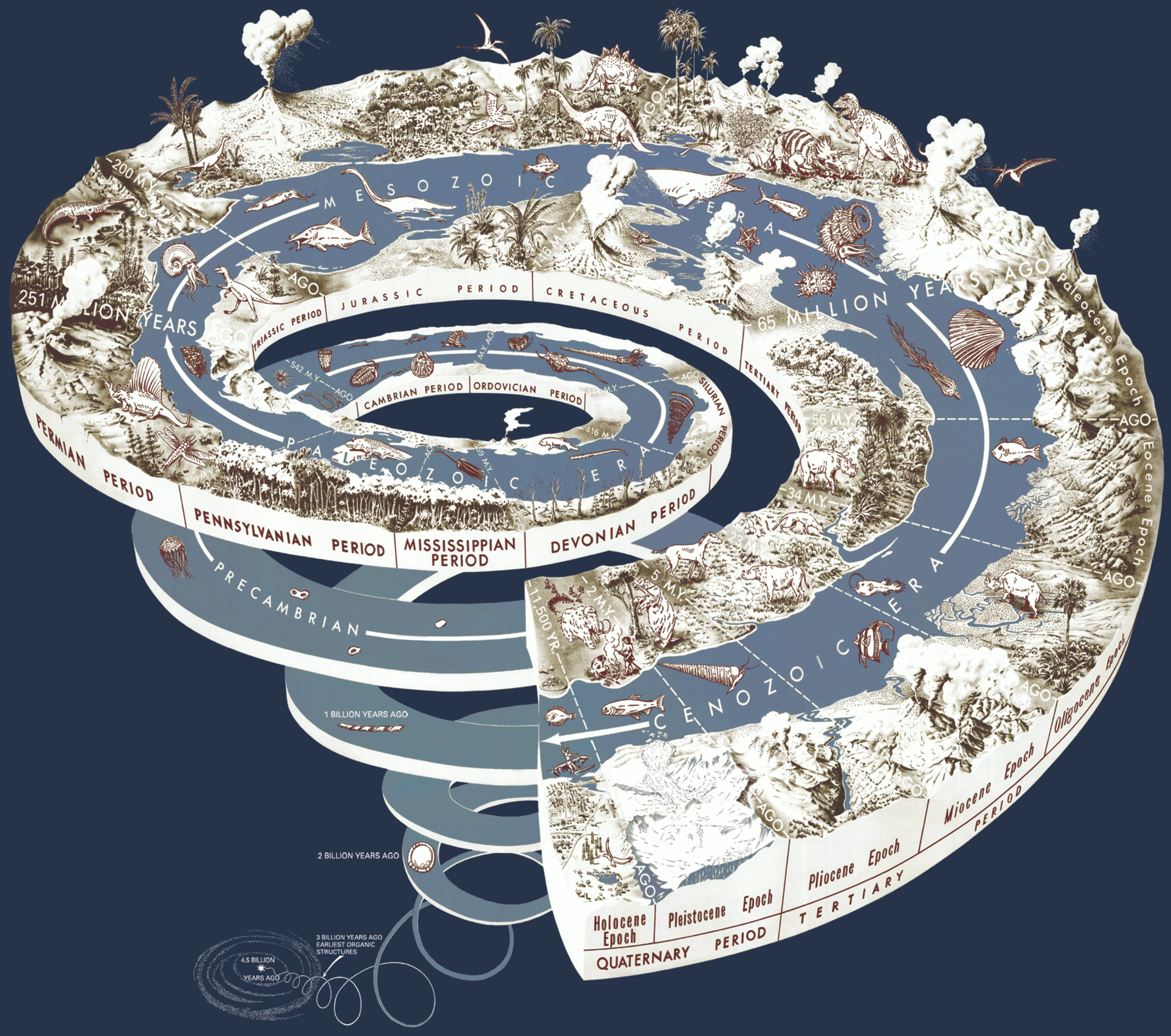
地球历史的螺旋形图形表示

地质年代共分为六个时间单位，从大到小依次是宙／元（eon）、代（era）、纪（period）、世（epoch）、期（age）、时 （chron）。 它们分别与年代地层学中表示岩层年龄单位的宇、界、系、统、阶、带相对应。
表中各個宙/元、代、紀、世、期或時都有自己的名稱，用於描述生物在不同地質時空的發展程度，一般以首先研究它們時期之岩石的地點來命名。名稱的词源概述於下。
宙／元
- 顯生宙（Phanerozoic）：源自希臘文「可看見的生命」之意，因早期化石紀錄缺乏，學術界普遍認為複雜生命在顯生宙才出現。
- 元古宙（Proterozoic）：源自希臘文「更早的生命」之意，最早的真核生物與多細胞生物於此時期出現。
- 太古宙（Archean）：源自希臘文「起源」之意，因最早的生物出現於此時期。
- 冥古宙（Hadean）：源自古希臘神話中的冥界之神（Hades），因當時地表可能遍布岩漿，如同地獄的情景。

代
- 新生代（Cenozoic）：源自希臘文「新的生命」之意，現代生物的時期。
- 中生代（Mesozoic）：源自希臘文「中間的生命」之意，介於古代和現代間生物的時期。
- 古生代（Paleozoic）：源自希臘文「古老的生命」之意，古代生物的時期。

紀
古生代
- 寒武紀（Cambrian）：取名於拉丁文Cambria，即威尔士的古名；中文译名则源自旧时日本人使用汉字音读的音译名“寒武利亜紀”（羅馬字：kanburiaki）。
- 奧陶紀（Ordovician）：名稱來自大不列顛凯尔特人的古老部落（Ordovīcēs）；與古生代其他各紀中文譯名不同（因日本學界較晚接受奧陶紀的分類），奧陶紀的稱呼最早見於由章鴻釗和翁文灝於1916年編寫的《地質研究所師弟修業紀》[1]。
- 志留紀（Silurian）：名稱來自大不列顛的古老部落（西留尔人（英语：Silures））；中文名则是参考了近代日本学界使用汉字音读的音译名“志留利亜紀”（罗马字：shiruriaki）。
- 泥盆紀（Devonian）：名稱來自英國德文郡（Devonshire）；中文名称源自旧时日本人使用汉字音读的音译名（羅馬字：dēbonki）。
- 石炭紀（Carboniferous）：名稱來自大不列顛群島的含煤的岩石。
- 二疊紀（Permian）： 取名於俄羅斯的彼爾姆州（Perm）；二叠纪一词来自日語，因为德国的此地层分为两层（Rotliegend跟Zechstein）。

中生代 
- 三疊紀（Triassic）： 來自拉丁文「三（Trias）」，因为最初发现的地层明显分为三层。
- 侏羅紀（Jurassic）： 取名於法國與瑞士之間的汝拉山（Jura Mountain，又翻译作侏罗山）。
- 白堊紀（Cretaceous）： 取自拉丁文Creta，意指白堊。

新生代 
- 古近紀（Paleogene）：「古」是paleo-的意譯，「近」則是-gene的音譯，原文意為「古老的世代」。第三紀廢除前曾被稱為早第三紀。
- 新近紀（Neogene）：「新」是neo-的意譯，「近」則是-gene的音譯，原文意為「新的世代」。第三紀廢除前曾被稱為晚第三紀。
- 第四紀（Quaternary）：1829年法國地質學家迪斯努瓦耶（法语：Jules Desnoyers）研究巴黎盆地後從第三紀中劃分出的地層。

早期地质年代分为第一纪、第二纪、第三纪和第四纪四个时期。第四纪是人类存在的纪；第三纪是哺乳动物出现的纪；第二纪是爬蟲类动物时代，第一纪包括爬行动物出现以前时代。後來经过详细划分，將第一纪和第二纪分成更细的层次，所以在19世纪时就取消了第一紀和第二紀这两个名称。
1976年赫貝格（Hedberg）在國際地質科學聯盟（International Union of Geological Sciences, IUGS）國際地層委員會出版的《國際地層指南》，認為既然第一紀、第二紀都廢止了，第三紀和第四紀也不應該繼續使用。因而將新生代分為古近紀、新近紀和第四紀。

## 對於前寒武纪时期的不同命名
在2004年，国际地质科学联合会确定前寒武纪的地质年代之前，中国学者已经用中国的地质状况对前寒武纪地质年代给予命名，这些命名至今仍经常出现在中国学者的著作以及中国的教科书中。
- 震旦纪——等同于埃迪卡拉纪。
- 南华纪——等同于成冰纪。
- 青白口纪——等同于拉伸纪。
- 蓟县纪——等同于狭带纪和延展纪之和。
- 长城纪——等同于盖层纪和固结纪之和。

## 地质年代比例

### 全部
如果把地球诞生到现在的大约45亿年缩小到1年，則人類（Homo sapiens）存在的時間只有極短的半个小时。
| 前寒武紀 | n/a |

| 冥古宙 | 太古宙 | 元古宙 | 显生宙 |

|  | 古生代 |

| 1月 | 2月 | 3月 | 4月 | 5月 | 6月 | 7月 | 8月 | 9月 | 10月 | 11月 | 12月 |

### 显生宙
把显生宙放大：
| 古生代 | 中生代 | 新生代 |

| 寒武纪 | 奥陶纪 |  | 泥盆纪 | 石炭紀 | 二叠纪 | 三叠紀 | 侏罗纪 | 白垩纪 | 古近纪 |  |  |

| 11月中旬 | 30 | 12/1 | 5 | 10 | 15 | 20 | 12/31 |

### 新生代
把新生代再放大：
| 古近纪 | 新近纪 |  |

| 古新世 | 始新世 | 渐新世 | 中新世 |  |  |  |

| 0:00 | 2:00 | 4:00 | 6:00 | 8:00 | 10:00 | 12:00 | 14:00 | 16:00 | 18:00 | 20:00 | 24:00 |